# Friedhofskapelle (Großrinderfeld)

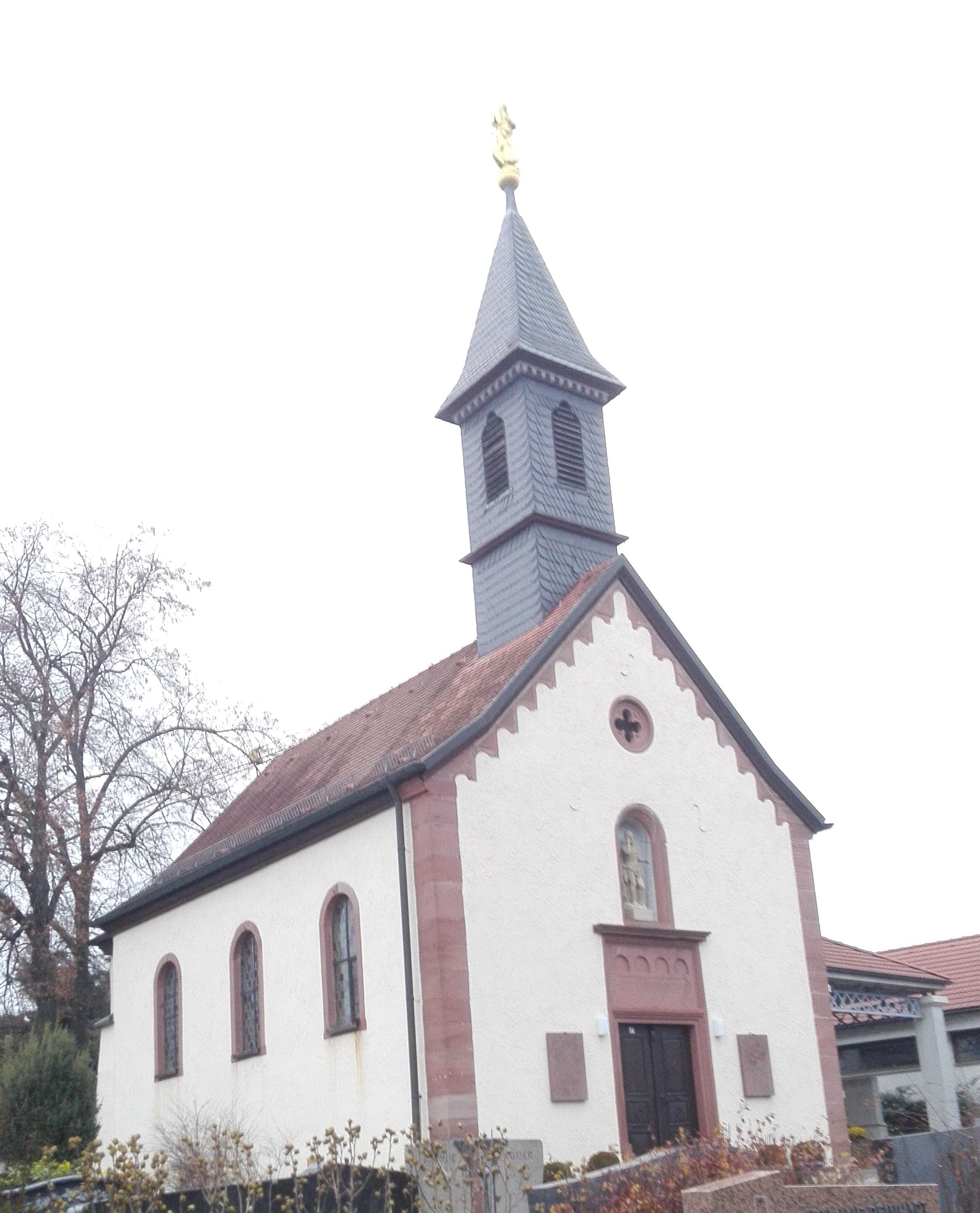
Die Friedhofskapelle in Großrinderfeld

Die römisch-katholische Friedhofskapelle in Großrinderfeld im Main-Tauber-Kreis wurde in den Jahren 1850 bis 1852 erbaut. Sie gehört zur Seelsorgeeinheit Großrinderfeld-Werbach, die dem Dekanat Tauberbischofsheim des Erzbistums Freiburg zugeordnet ist. Der dazugehörige Friedhof und die Leichenhalle gehören zur Gemeinde Großrinderfeld.

## Kapellenbau
Friedhof und Kapelle mit Dachreiter stammen aus dem Jahr 1851.

## Ausstattung

### Glocken
Der Turm der Friedhofskapelle enthält zwei kleine Glocken, die vom damaligen Bürgermeister Emil Weismann gestiftet wurden.

### Tafel
Die Friedhofskapelle besitzt eine Tafel auf dem Altarstein, die aus dem Kloster Bildhausen stammt. Unklar ist jedoch, ob das Altarbildnis selbst auch aus dem Kloster kommt. Die Tafel enthält die Inschrift:

„Hoc altare potatile est ex sacello domestco privato Reverendissimi D. Abbatis in Bildhausen usuale habuit Rvdsms. et Dominus et Rvdsms D-Vicarius Abbatishuius monasterii und folgendes: accepi a Rvdsmo D. Nivardo Abbato Bildhausen  4 Augusti 1804 FM & C A dd.“

Zusätzlich ergänzte der Pfarrer Franz Sans:

„Großrinderfeld 1851/1956.“

## Denkmale
Auf dem Friedhof der Gemeinde Großrinderfeld sind in der Nähe der Kapelle zwei Grabsteine zu finden, die an die Gefallenen des Bürgerkrieges aus dem Jahr 1866, erinnern.